# Maracaibo (província da Venezuela)

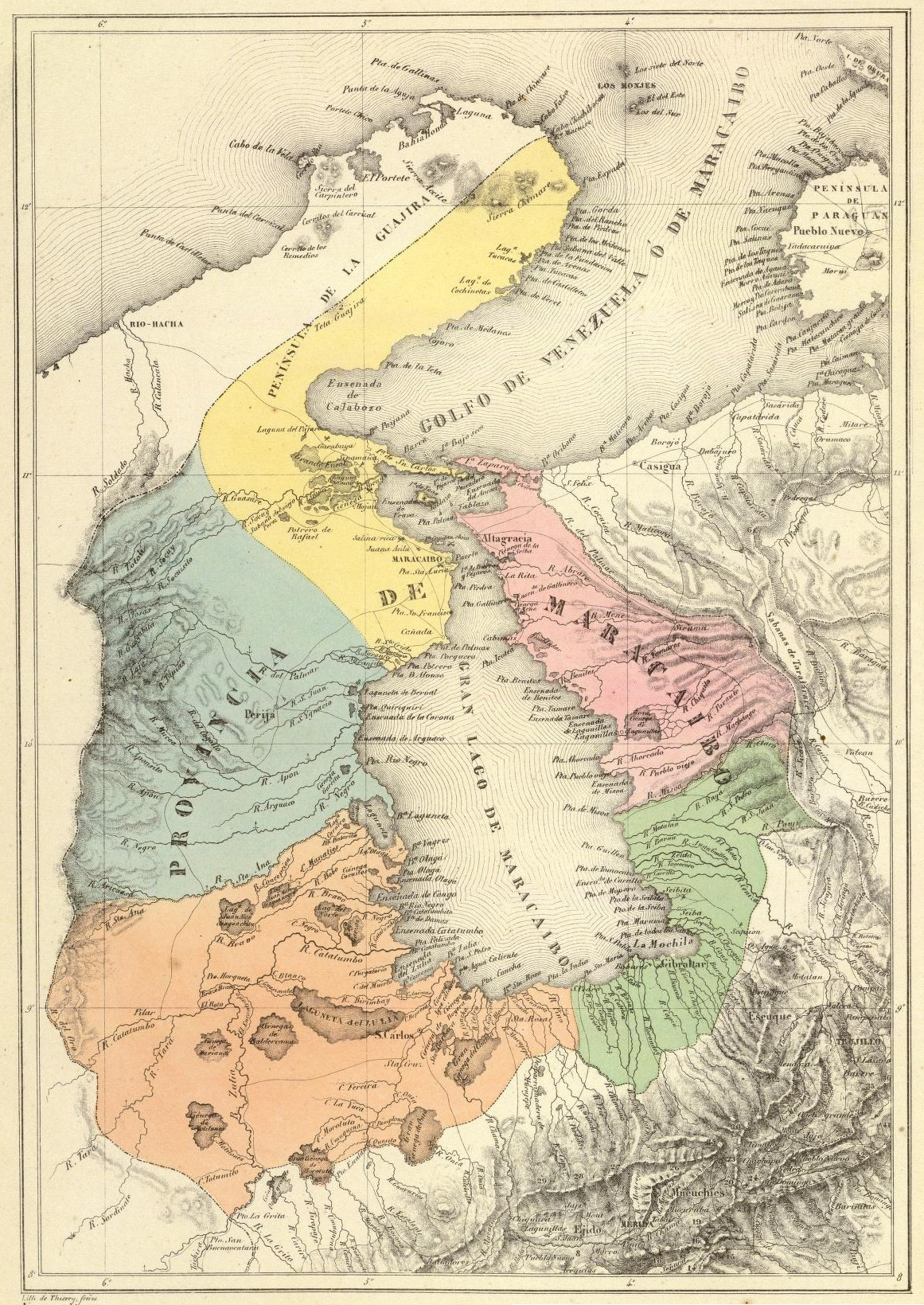

Província de Maracaibo foi uma província da Venezuela de 1830 à 1864. Antes de 1830, a área foi nomeada de Zulia (departmento). Em 1864 a área foi nomeada de Maracaibo (estado), que logo depois foi renomeada para Soberano Estado de Zulia e em 1874 Zulia (estado).